# 福尔巴克-布莱摩泽尔区
福尔巴克-布莱摩泽尔区（法語：Arrondissement de Forbach-Boulay-Moselle）是法国大東部大區摩泽尔省的一个区，在2015年的区改革中由前福尔巴克区和布莱摩泽尔区合并而成。该区辖有169个市镇。